# 臺灣玫瑰石
臺灣玫瑰石是由多種礦物組合而成，主要以薔薇輝石、菱錳礦、氧化錳、方解石、白雲石和石英等礦物所組成。產地位於臺灣的花蓮三棧溪、木瓜溪、立霧溪、和平溪一帶及宜蘭東澳西帽山等。臺灣玫瑰石這個名稱屬於一種俗名，並非國際上通用的名稱。

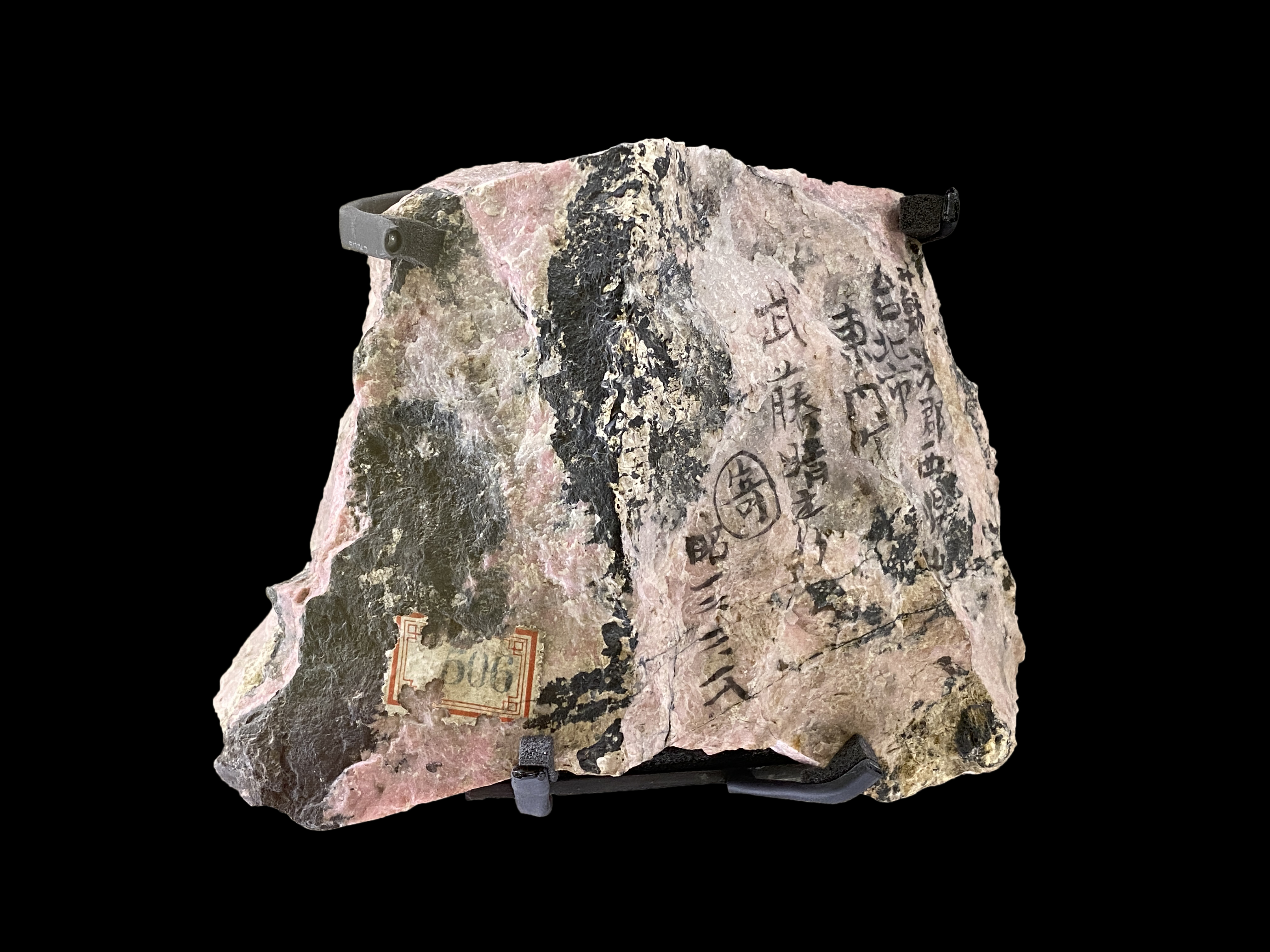
1937年2月18日於蘇澳西帽山採集，為國立臺灣博物館藏品。

## 名稱由來
「玫瑰石」的名稱有兩種說法：一為多數含錳岩石經加工琢磨後，外表顯露出像玫瑰花的粉紅色；二為最早期的加工業者將含錳岩石切割，留下白色和粉紅色的部分，並修飾成玫瑰花的形狀販售，因而得名。
玫瑰石早期被稱作是薔薇輝石，但經過學者研究發現，臺灣產的玫瑰石是由多種不同的含錳礦物所組成，薔薇輝石只是其中一種礦物，有些玫瑰石則完全不含薔薇輝石，因此玫瑰石的原石可稱為「富錳岩石」或「薔薇輝石岩」。

## 發現歷史
1912年，玫瑰石首次出現在正式學術研究報告，日籍礦物學家岡本要八郎於《臺灣博物學會會報》發表，文中提到該年首次在臺灣東部發現桃紅色的薔薇輝石。
1932年，服部武彥和國府健次於《臺灣地學記事》發表，是首篇對臺灣的薔薇輝石進行化學分析的文獻。

## 礦物組成
臺灣產的玫瑰石由多種礦物組成，主要有紅色的薔薇輝石、菱錳礦與錳輝石；黑色的軟錳礦、硬錳礦、黑錳礦與鈣錳礦；夾雜棕黃及灰白色的石英、錳白雲石與鐵白雲石；另外有少量的正長石、綠泥石、錳鋁榴石、白雲母、綠簾石、方解石、錳橄欖石、錳閃石、鋇長石、陽起石、褐錳礦、黃鐵礦、鈉長石、磁鐵礦與石棉等礦物伴隨出現。

## 地質成因
玫瑰石中的錳來自海底錳核，錳核是海床中的一種金屬團塊沉積物，主要成分為鐵與錳的水合氧化物，有時含有大量的過渡金屬（如鈷、鎳、銅等）及其它稀有金屬，依金屬來源可分為三大類︰
1. 熱液作用︰海底火山活動形成的熱水溶液與海水混合，產生金屬元素沉澱。
2. 水成作用︰海水中的溶解物質因過飽和而析出，造成金屬元素沉澱富集。
3. 成岩作用︰沉積物中的金屬元素遷移至海水與海洋地殼沉積物的交界處，產生富集現象。

海底錳核經過板塊運動抬升隆起，並伴隨海洋沉積物與海洋地殼物質產生岩化與變質作用，形成玫瑰石、變質燧石、大理岩與綠色岩等變質岩，地殼持續隆起，岩石受風化侵蝕作用而出露地表。

## 產狀與分布
臺灣玫瑰石產於臺灣中央山脈東側大南澳片岩的長春層中，地層年代約為3億至1億年前，屬於臺灣最古老的地層，其中長春層的岩性主要是綠色片岩、變質基性岩、石英片岩、少量硬綠泥石岩與玫瑰石（富錳岩石），玫瑰石以凸鏡狀或囊狀的型態出現在地層中。
玫瑰石的原石有兩種型態，分別是露頭和滾石。露頭主要分布於山區，如三棧溪、和平溪、木瓜溪上游、立霧溪的綠水與洛韶、瑞穗附近的中央山脈、中橫公路的天祥、文山溫泉、金馬隧道北方的加卑里山，以及東澳的西帽山等地；滾石則出現在上述露頭的下游河流中，岩石經風化侵蝕從露頭上崩落至河道，順著水流搬運至下游河床，長時間的淘洗摩擦造成外表渾圓，其中三棧溪常發現玫瑰石的滾石，被譽為是「玫瑰溪」。

## 開採
1931年，日本總督府礦物課技師小笠原美津雄在東澳附近發現富錳岩石的分布，隔年發現西帽山礦床，但由於大多數含錳品位不高，以及當時提煉錳的技術無法突破，所以認為不具經濟開採價值。
1976年，曾有人申請於花蓮立霧主山東方開採錳礦，但因地處不便，後續並未開採，礦區也在太魯閣國家公園成立後被註銷。
1980年代，玫瑰石被加工做成雅石販賣及收藏，在玩石界蔚為一股風潮，起初玫瑰石的產量很多，但隨著越來越多人收藏，原石幾乎開採殆盡，偶爾在颱風過後才能於河川下游發現滾石，或是要潛水至出海口打撈，若要看到玫瑰石的露頭，只能在國家公園管制區內欣賞。

## 加工與價值

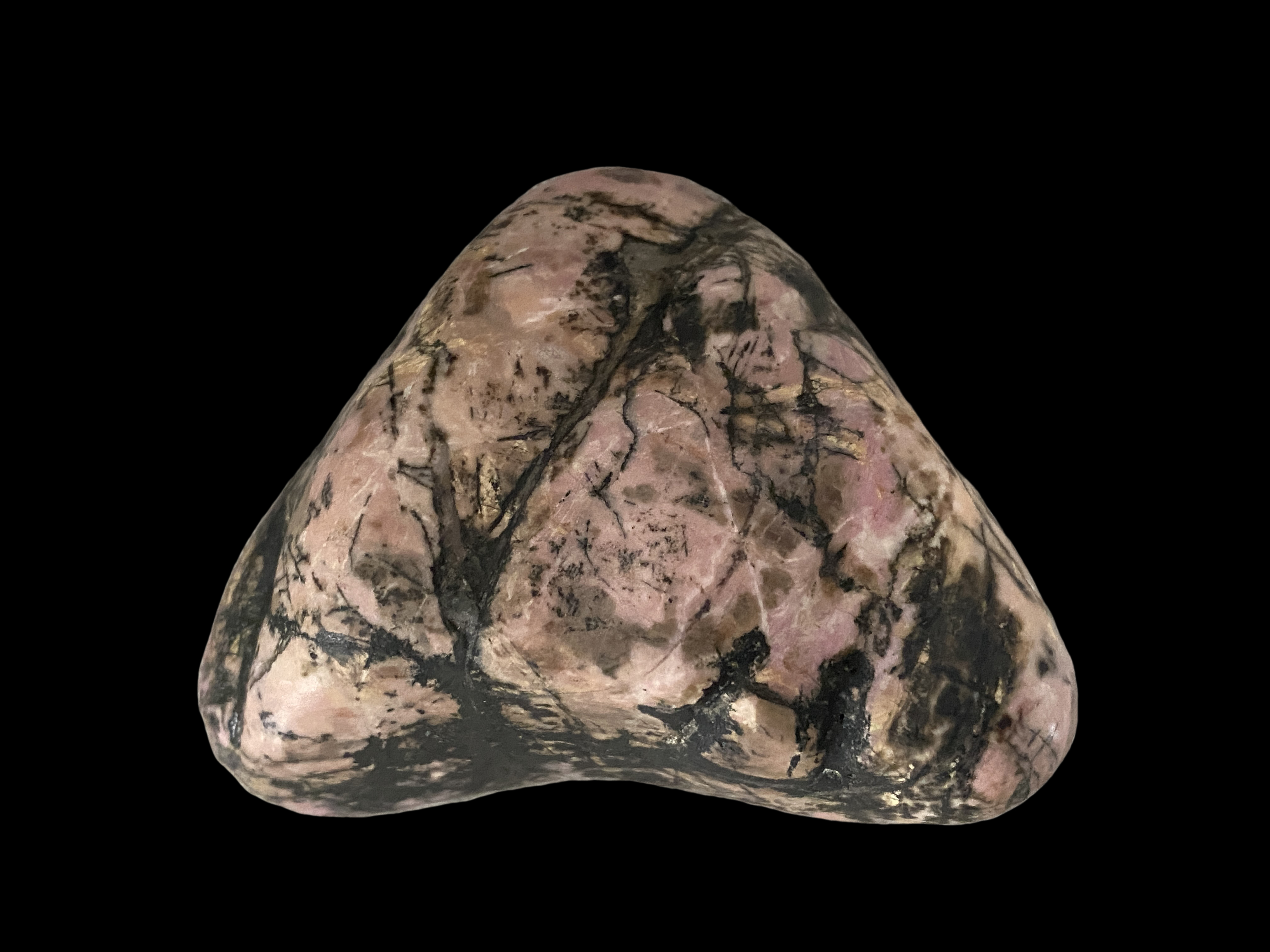
產自臺灣花蓮一帶河流，外觀原為黑色，經加工琢磨形成現有的風貌。

1980年代以前，臺灣玫瑰石被視為無經濟價值的錳礦石，但經過加工琢磨後變成具有收藏價值的觀賞石。玫瑰石原石因表面的錳氧化變成黑色，需要磨除風化的表面才能看到真正的顏色，而粉紅色的薔薇輝石、黑色的含錳礦物和其他顏色的礦物構成像山水般的畫作，使得玫瑰石有「石中有畫，畫中有石」的美稱。
臺灣玫瑰石主要的加工方式有兩種︰磨原石與切片，磨原石是保留原形，僅將黑色外殼去除，拋光後上亮光漆保存鮮豔的色彩；切片則是將原石鋸成片狀，可以加裝外框或是製作木檯放置。
一般供觀賞用之玫瑰石，其原石價格需視顏色鮮豔度、光澤、結晶度、紋理、石形大小及產地而定。早期市面行情約每公斤新台幣100-300元；但隨著過度開採，以致石源匱乏，價格升至每公斤1000元以上；現今價格不以「公斤」論價，改以「個」計價，每個自數千元至數十萬元不等，稀有珍品甚至喊價至數百萬元。